# إرفين إي. سميث
إرفين إي. سميث (بالإنجليزية: Erwin E. Smith)‏ هو مصور أمريكي، ولد في 22 أغسطس 1886 في هوني غروف في الولايات المتحدة، وتوفي في 4 سبتمبر 1947 في بونهام في الولايات المتحدة بسبب سرطان البنكرياس.